# Ciências do esporte
Ciências do esporte (português brasileiro) ou ciências do desporto (português europeu) é uma das áreas do conhecimento humano ligadas aos estudos das técnicas e métodos usados no treinamento e na preparação física de indivíduos e equipes para competições esportivas. É a área de atuação do profissional formado em uma faculdade de esporte ou ciências do esporte.

## Área de atuação do bacharelado em esporte
O curso de bacharelado em esporte tem por objetivo a preparação e capacitação de profissionais aptos para o exercício de atividades inerentes ao desenvolvimento de competições esportivas, nas seguintes atuações e funções principais: 
- Orientação técnica e tática de atletas e/ou equipes nas diversas modalidades esportivas;
- Preparação orgânica e funcional de atletas nas diversas modalidades esportivas;
- Organização e promoção do esporte junto a diretorias de clubes, ligas, federações, confederações, comitê olímpico nacional e internacional, órgãos municipais, regionais, estaduais, federais (departamentos, secretarias, ministérios) e empreendimentos particulares.

## Ciências do esporte e educação física
Existe ainda muita confusão acerca das duas graduações, é muito comum as pessoas confundirem o curso de esporte/ciências do esporte com educação física. No entanto, quem se forma em educação física terá matérias mais ligadas às áreas de ciências biológicas e da saúde, preparando-se para uma atuação diretamente ligada ao ensino e à aplicação de atividades físicas para pessoas ou grupos, seja em ambientes escolares, seja em academias e centros esportivos. Já o bacharel em esporte ou ciências do esporte, atua como técnico, preparação física de atletas, gestão e marketing esportivo e organização de eventos esportivos. Em geral, esses profissionais disputam as mesmas vagas no mercado de trabalho.

## Mercado de trabalho
O mercado de trabalho é amplo e ainda há muito a ser explorado, o profissional formado em ciências do esporte está apto a trabalhar com equipes esportivas, clubes, escolinhas de iniciação esportiva, personal trainer, em empresas de marketing e consultoria esportiva, entre outras funções exercidas dentro do âmbito esportivo.

### Mercado de trabalho no Brasil
Nas ultimas decadas, o profissional formado em ciências do esporte, tem encontrado boas oportunidades de trabalho. Isso se deve, em parte, ao fato de o Brasil ter sediado importantes competições esportivas internacionais, como os Jogos Pan-Americanos, realizados no Rio de Janeiro, em 2007, e sediar a Copa do Mundo de futebol em 2014, e as Olimpíadas em 2016, o que estimula a população a buscar uma prática esportiva. Os especialistas em iniciação esportiva, treinamento e condicionamento físico encontram um mercado fértil em escolinhas de esporte infantil, clubes e academias, além de confederações desportivas. Eles são requisitados para atuar na parte técnica e tática, na preparação física e na organização e promoção de eventos, como campeonatos, torneios e festivais. Também são contratados como personal trainer para dar aulas particulares. Os fabricantes e distribuidores de materiais esportivos procuram o profissional com conhecimentos de administração e marketing.

## Formação
Para atuar como profissional do esporte é necessário um curso superior, durante o qual estudará as disciplinas ligadas a fisiologia, bioquímica, biomecânica, anatomia, treinamento esportivo, psicologia esportiva, administração e legislação esportiva, marketing e treinamento tático e técnico de modalidade individuais e coletivas. Há várias universidades no mundo que oferecem o curso, principalmente na Europa, em países como Portugal e Inglaterra.

### Formação no Brasil
No Brasil, o curso de graduação em ciências do esporte é oferecido em algumas universidades. Sendo reconhecido pelo MEC, o formado em ciências do esporte obtém o grau/titulação de bacharel em esporte ou ciências do esporte. É um curso integral, com duração média de quatro anos.